# Walki w Ta’izz
Bitwa o Ta’izz – starcie zbrojne między siłami rządowymi a prodemokratycznymi demonstrantami i zbuntowanymi bojówkami plemiennymi podczas jemeńskiej rewolucji trwające w dniach 29 maja – 7 czerwca 2011, zakończone zajęciem miasta przez rebeliantów.

## Walki
W dniach 29–30 maja do gwałtownych protestów doszło na Placu Wolności w Ta’izz. Siły bezpieczeństwa spacyfikowały protesty, zabijając 57 osób i raniąc około 1000 demonstrantów. Siedem kolejnych cywilów zginęło 31 maja. Wobec brutalnej rozprawy wojska z demonstrantami do miasta zmierzały bojówki plemienne, które ogłosiły, iż zamierzają chronić powstańców. 2 czerwca w mieście uzbrojeni protestujący zastrzelili trzech żołnierzy. Dzień później demonstranci odpalili pociski z granatników zabijając czterech żołnierzy.
7 czerwca bojówki plemienne przejęły kontrolę nad miastem Ta’izz. Do zajęcia tego miasta doszło po intensywnych walkach z armią jemeńską, która pod koniec maja atakowała protestujących. Bojówki plemienne ogłosiły, iż będą chronić prodemokratyczny ruch. U wybrzeży Jemenu rozpoczęło stacjonowanie 80 brytyjskich żołnierzy. Zostali oni rozmieszczeni by w razie potrzeby pomóc w ewakuowaniu Brytyjczyków.